# Корабель-супутник-3
«Корабель-супутник-3» (рос. Корабль-спутник-3), інші назви «Восток-1К № 3», «Супутник-6» — радянський космічний апарат типу Восток-1К, прототип пілотованого космічного корабля Восток. Четвертий випробувальний запуск за програмою Восток.

## Опис
Апарат складався з агрегатного відсіку у формі з'єднаних широкими основами конуса і зрізаного конуса. До меншої основи зрізаного конуса кріпився спускний апарат. Агрегатний відсік мав довжину 2,25 м, найбільший діаметр 2,43 м і масу 2,27 т.
Спускний апарат у формі кулі діаметром 2,3 м і масою 2,46 т був вкритий теплозахистом і мав систему життєзабезпечення. Усередині у кріслі-катапульті у спеціальні капсулі розміщувались дві собаки: Пчьолка (рос. Пчёлка, Бджілка) і Мушка. Також всередині були телевізійна камера і наукові прилади. Радіопередавач працював на частоті 19,995 МГц.

## Політ
1 грудня 1960 року о 7:30:04 UTC з космодрому Байконур ракетою-носієм «Луна» було запущено космічний апарат «Корабель-супутник-1К № 3» типу Восток-1К.
Під час польоту на Землю було передано зображення собак.
2 грудня 1960 року о 8:22 UTC на 17 оберті було подано команду увімкнути гальмівну установку, однак вмикання не відбулось. Апарат пролетів ще 1,5 оберту і почав знижуватись в атмосфері за траєкторією, що могла закінчитись на «ворожій території» за межами СРСР. Для запобігання потрапляння супутника й апаратури у «ворожі руки» було подано команду про самознищення, що о 9:12 UTC знищило апарат і усю наукову апаратуру, а також біологічні об'єкти, зокрема обох собак.